# Membranoppia disjuncta
Membranoppia disjuncta är en kvalsterart som först beskrevs av Wallwork 1964.  Membranoppia disjuncta ingår i släktet Membranoppia och familjen Oppiidae. Inga underarter finns listade i Catalogue of Life.